# Mas-Blanc-des-Alpilles
 Mas-Blanc-des-Alpilles  es una comuna y población de Francia, en la región de Provenza-Alpes-Costa Azul, departamento de Bocas del Ródano, en el distrito de Arlés y cantón de Tarascon.
Su población en el censo de 1999 era de 373 habitantes.
Está integrada en la Communauté de communes de la Vallée des Baux .

## Demografía
| 134 | 136 | 139 | 248 | 348 | 373 |
| Para los censos de 1962 a 1999 la población legal corresponde a la población sin duplicidades (Fuente: INSEE [Consultar]) |     |     |     |     |     |